# Thirsty Work
Thirsty Work — двадцять перший студійний альбом британського рок-гурту Status Quo, який був випущений 22 серпня 1994 року.

## Список композицій
1. Goin' Nowhere - 3:50
2. I Didn't Mean It - 3:22
3. Confidence - 3:14
4. Point of No Return - 3:50
5. Sail Away - 3:34
6. Like It or Not - 4:01
7. Soft in the Head - 3:20
8. Queenie - 3:32
9. Lover of the Human Race - 3:32
10. Sherri, Don't Fail Me Now! - 3:20
11. Rude Awakening Time - 4:12
12. Back on My Feet - 3:06
13. Restless - 4:10
14. Ciao-Ciao - 3:31
15. Tango - 4:06
16. Sorry - 3:28

## Учасники запису
- Френсіс Россі - вокал, гітара
- Рік Парфітт - вокал, гітара
- Джон Едвардс - бас-гітара
- Джефф Річ - ударні
- Енді Боун - клавішні